# Seth Cohen
Pour les articles homonymes, voir Cohen.
 (janvier 2017).
Si vous disposez d'ouvrages ou d'articles de référence ou si vous connaissez des sites web de qualité traitant du thème abordé ici, merci de compléter l'article en donnant les références utiles à sa vérifiabilité et en les liant à la section « Notes et références ».
Setheleh Ezekiel Cohen est un personnage fictif de la série télévisée Newport Beach. Il est interprété par l'acteur Adam Brody.
Seth est le fils de Sandy Cohen et de Kirsten Cohen et le frère de Sophie Rose Cohen.

## Personnalité
Seth est un personnage comique et sarcastique. Il aime les comics, la science-fiction, les jeux vidéo et le rock indépendant. Son groupe préféré est Death cab.
En parallèle, c'est un garçon sensible, passionné, original et anticonformiste.
Il a créé le concept de Noëllukah (Chrismukkah), fusion de Noël et de Hanoukka pour la paix judéo-chrétienne.

### Famille
Seth Cohen est le fils de l'avocat Sandy Cohen et de Kirsten Cohen, riche fille de bonne famille travaillant dans l'immobilier. Son père est un homme bienveillant qui s'entend très bien avec lui. Kirsten est une mère un peu trop protectrice qui l'aime beaucoup. C'est pour Seth qu'elle prendra la décision de soigner sa dépendance à l'alcool. Seth a Caleb Nichol pour grand-père, Caleb est l'homme qui règne sur Newport par son argent et son pouvoir. Seth s'entend plutôt bien avec lui. La mère de son père, surnommée « Nana » est une gentille retraitée relativement excentrique malgré son âge mais cela n'empêche pas Seth de l'apprécier comme telle. Seth a une tante nommée Hailey, la sœur de sa mère, une tantine rigolote qui prend la vie pour un grand moment de délire. Lindsay Gardner, qui a le même âge que Seth, est la petite amie de Ryan, mais aussi la fille cachée de Caleb Nichols, donc la tante de Seth. Durant l'année de son dix-huitième anniversaire, Seth devient le frère d'une petite Sophie Rose Cohen. Il épousera son amour de toujours Summer Roberts.

## Histoire

### Avant la saison 1
Au début de la série, Seth est l'élève rejeté et sans ami du lycée. Il est mal-traité par l'équipe de water polo de son lycée et doit souvent supporter leurs blagues de mauvais goûts. Il est très amoureux de Summer Roberts, une des plus belles et populaires filles du lycée. Il en est tombé amoureux en classe de primaire lorsque Summer a lu un poème en classe. Il ne lui a jamais adressé la parole mais donne le nom de Summer à son bateau en son honneur. Summer est la meilleure amie de Marissa Cooper, qui n'est nulle autre que la voisine de Seth.

### Saison 1
Lorsque Ryan Atwood arrive chez les Cohen, c'est le premier véritable ami de Seth et les deux garçons tissent de forts liens, se considérant peu à peu comme des frères. Ryan aide Seth à supporter la vie qu'il mène à Newport, et depuis son arrivée Seth n'a plus à supporter les moqueries de ses camarades. Aux cours de quelques soirées et grâce à Ryan, Seth se rapproche de Summer et tente tout pour la séduire. Bien qu'indifférente dans un premier temps à ses avances, elle finit par se rendre compte qu'elle est tombée sous son charme. Mais Seth sort à ce moment avec Anna Stern, originaire de Pittsburgh et au style particulier. On assiste alors à un triangle amoureux entre Seth, Summer et Anna. Le jeu de Seth est vite découvert par les deux filles lors de Thanksgiving et il doit choisir entre les deux. Seth choisit Anna, qui est venue chez lui le jour le jour du Nouvel An. Ils ont d'abord du mal à avouer à Summer qu'ils forment un couple. Mais Seth et Anna rencontrent quelques problèmes, cette dernière lui reprochant de lui manifester trop peu d'intérêt. Le couple rompt, et Seth et Summer commencent à sortir ensemble. Anna choisit de retourner à Pittsburg au près de sa famille, bien qu'attrister par son départ ils restent tous très amis.
Seth et Summer vivent d'abord dans une relation secrète, Summer ayant honte d'avouer à ses amis qu'elle sort avec le loser du lycée.
« Vivons heureux, vivons caché. Je ne veux pas me donner en spectacle, les gens n'ont pas à se mêler de nos affaires... Je ne souhaite pas que notre histoire soit médiatisée et qu'on se retrouve sous les projecteurs. Un couple qui se donne en pâture au public ne tient jamais la route. Ok, ils sont jeunes, torrides... c'est l'idéal, et puis les gens se lassent... shopping, bistro branché, club VIP. On nous suivra à la trace... combien d'argent claque-t-elle en une journée, il devrait se faire pousser un bouc, on est sur-exposé et le plus beau couple de l'année divorce, ça ne nous arrivera pas, nous fuirons les feux de la rampe. » - Summer Roberts
Cependant, Summer saute enfin le pas après que Seth l'y ait contrainte. Tout se passe alors pour le mieux jusqu'au jour où Seth décide de quitter Newport lorsque Ryan retourne à Chino. A bord de son voilier, le « Summer Breeze » , Seth quitte la Californie pour rejoindre Luke Ward à Portland. Il fait ses adieux à Summer et à ses parents en ne leur laissant qu'une lettre.

### Saison 2
Au début de cette saison, Seth est à Portland: il vit avec Luke et le père de celui-ci. Il donne des cours de voile mais ne passe toujours pas à autre chose question fille, et passe tout l'été à faire des ébauches de Summer. La rentrée scolaire se rapproche, et ses parents commencent à s'inquiéter. Sa mère en a assez de l'attendre et s'ennuie seule dans sa grande maison vide. Elle tente tant bien que mal de le raisonner par téléphone mais leurs conversations se finissent en dispute. Sandy Cohen, son père, qui doit supporter la mauvaise humeur de Kirsten, va rendre visite à Ryan à Chino et lui offre un billet pour Portland. Sandy y va d'abord pour voir son fils, mais il ne parvient toujours pas à le faire rentrer. Ce n'est que lorsque Ryan décide de rentrer que Seth le suit.
Tous les deux regagnent Newport et le lycée Harbor. Seth souhaite renouer les liens avec Summer, mais il apprend vite qu'elle est passée à autre chose et qu'elle sort maintenant avec Zach Stevens, joueur de water polo et fils de député. Seth essaye alors tant bien que mal de regagner la confiance de Summer, et accepte de n'être qu'ami avec elle. Il commence alors à travailler au  Bait shop, son nouveau « QGB » (Quartier Général Branché), d'abord dans le but d'obtenir des billets pour un concert et les offrir à Summer, puis pour rester proche de la gérante de la boîte, Alex Kelly. En effet, il tombe sous son charme et commence à se rebeller, il essaye de ce donner un air plus dur afin de lui plaire. Ils sortent ensemble un court temps, et Seth profite d'un conflit entre Zach et Summer pour essayer de reconquérir le cœur de celle qu'il n'a jamais cessé d'aimer. Mais Zach et Summer sont toujours ensemble, et Seth entame un projet de comic avec Zach : Atomic County, comic autobiographique. Seth abandonne ce projet lors d'une soirée-diner avec George Lucas, laissant à Zach l'entière propriété de l'œuvre contre Summer. Seth et Summer sont donc ensemble à la fin de la saison.

### Saison 3
Seth passe toute la saison aux côtés de Summer, mais la situation devient chaotique à la fin. Seth accumule les mensonges envers ses parents et Summer, et finit par leur faire croire qu'il a été accepté à l'Université Brown alors qu'il ne l'est pas. Après une courte rupture avec Summer, tout finit pour le mieux lors des graduations : Seth est accepté à la dernière minute au RISD à Rhode Island, ce qui lui permettra de rejoindre dès janvier suivant sa copine Summer.

### Saison 4
Seth, attendant impatiemment le mois de janvier, envahit le répondeur de Summer. Remarquant qu'elle a changé, celui-ci ne peut que craindre la rupture, qui n'arrivera pas. Au même moment, Seth convainc Ryan, bouleversé par la mort de Marissa, de revenir à Newport Beach. À la fin de la saison, Seth part donc pour Rhode Island seul, ayant convaincu Summer de rejoindre George, un groupement écologique propice aux désirs de Summer.
Pendant ce temps, ses parents et sa petite-sœur Sophie Rose emménagent à Berkeley où Ryan poursuit ses études.

### Après la saison 4
Le flashforward du dernier épisode nous laisse découvrir que Seth se marie avec Summer et a comme témoin Ryan. Il avait évoqué, dans le même épisode, la possibilité de devenir critique de cinéma. Ceci n'est pas confirmé par le flashforward.